# Omar Thomas
Omar Abdul Thomas (Filadelfia, 25 febbraio 1982) è un ex cestista e dirigente sportivo statunitense.

## Carriera
All'età di nove anni suo padre venne incriminato per omicidio, stessa sorte poi toccata ai suoi due fratelli. La sua infanzia difficile gli permise di sviluppare il suo forte carattere.
A North Philadelphia viene anche chiamato Black Jesus, oltre al suo tradizionale soprannome O.T.
Dopo aver mosso i primi passi alla Strawberry Mansion High School e al Panola Junior College (Texas), passa alla prestigiosa University of Texas El Paso (UTEP), congedandosi nel 2005 con cifre di tutto rispetto.
Una volta terminata l'università, dopo un provino con i Seattle SuperSonics, ha giocato nella lega di sviluppo della NBA (NBDL) con gli Austin Toros.
La sua carriera è proseguita poi in mete esotiche, dalla Repubblica Dominicana con la maglia del Club Naco, ai Coca-Cola Tigers nelle Filippine.
Notato da Giampiero Ticchi e dalla sua grande abilità di scovare giocatori di qualità dal sommerso, il ragazzo di Philadelphia approda nell'agosto 2006 alla Coopsette Rimini per un periodo di prova di dieci giorni. Qui disputa ottime amichevoli estive, confermando le sensazioni positive su di lui e convincendo lo staff biancorosso a confermarlo fino al termine della stagione. Nella stagione della rinascita della pallacanestro riminese Omar è un protagonista: la sua concretezza si avverte in tutte le zone del campo. Nonostante l'abilità nel trovare lo spiraglio per il canestro, Thomas fa della difesa e del gioco sporco il suo marchio di fabbrica.
Durante l'estate successiva arrivano offerte allettanti da tutta Europa, ma di comune accordo con la società sceglie di restare in riva all'Adriatico almeno per un altro anno disputando un'altra buona stagione.
Durante l'estate 2008 sigla un importante accordo con i francesi del Pau-Orthez, ma viene tagliato dopo tre partite. Ritorna quindi in Italia accordandosi con la Nuova Sebastiani Rieti, con cui debutta in serie A registrando a fine stagione una media di 11,5 punti e 5,7 rimbalzi per gara. Nel luglio 2009 firma un contratto annuale con Brindisi, formazione militante nel campionato di Legadue con lo scopo di centrare la ambita promozione con la squadra adriatica.
L'obiettivo viene centrato al primo colpo e O.T. diventa l'idolo dei tifosi locali.
Ma non solo. Riceve il consenso di tutta la Legadue vincendo a furor di popolo il titolo di MVP del secondo campionato italiano di basket. Il 24 giugno 2010 viene ceduto alla Felice Scandone Basket Avellino facendo così ritorno in serie A.
Nella stagione cestistica 2010-11 è grande protagonista della cavalcata della Felice Scandone Basket Avellino.
O.T. trascina il club irpino ai play off, con il quarto posto in classifica generale alla fine della regular season, e conquista il titolo di MVP della stagione regolare, con una media di 18,0 punti e 6,2 rimbalzi.
Il 12 luglio 2013 firma un contratto con la Dinamo Sassari.
Pur avendo raggiunto le semifinali scudetto, gli ottavi di finale di Eurocup e trionfato in Coppa Italia non viene confermato dalla compagine sarda ed il 23 agosto firma un contratto con il Basket Ferentino.
Il 22 agosto 2017 Thomas si ritira definitivamente dal basket giocato, diventando Director of Operations presso la University of Southern Mississippi.

### La querelle del passaporto
Nel maggio 2011 comincia una lunga querelle riguardante il suo passaporto sloveno, acquisito con velocità nell'estate 2010 e che ha permesso al giocatore di esser schierato come passaportato dalla Scandone Avellino. I dubbi sono stati sollevati dal giornale sloveno Zurnal24, il quale riporta la notizia riguardo ad una possibile irregolarità nell'ottenimento del passaporto e che al Ministero degli Interni sloveno non risulti nessun cittadino di nome Omar Abdul Thomas. Lo stesso, chiarisce il giornale citando le autorità locali, potrebbe essere stato rilasciato nella città di Maribor, non dotata di un sistema informatizzato per la consultazione dei residenti permanenti e degli stranieri. Il 20 giugno 2011, rientrato in Italia dagli Stati Uniti d'America, è stato fermato all'Aeroporto Leonardo da Vinci di Roma in quanto, all'esibizione del passaporto sloveno, le autorità di frontiera hanno sollevato dei dubbi riguardo alla documentazione esibita dal cestista e considerata non in regola. Il 6 dicembre 2011 la Commissione Giudicante Nazionale della FIP ha squalificato il giocatore per 16 mesi (fino al 6 aprile 2013.) Tuttavia pochi giorni più tardi il giocatore ha avuto il nullaosta dalla FIBA per trasferirsi alla Stella Rossa Belgrado, poiché la squalifica della federazione italiana non aveva effetto internazionale.

## Palmarès

### Club
- Legadue: 1
 N.B. Brindisi: 2009-10
- Coppa di Russia: 1
 Kr. Kryl. Samara: 2012-13
- EuroChallenge: 1
 Kr. Kryl. Samara: 2012-13
- Coppa Italia: 1
 Dinamo Sassari: 2014

### Individuale
- MVP Campionato di Legadue: 1
 N.B. Brindisi: 2009-10
- MVP Serie A: 1
 Scandone Avellino: 2010-11
- Košarkaška liga Srbije MVP playoffs: 1

Stella Rossa Belgrado: 2011-12